# Fjellbergella
Fjellbergella es un género de Protura en la familia Acerentomidae.

## Especies
- Fjellbergella tuxeni Nosek, 1978